# Distretto di Hisar
Il distretto di Hisar è un distretto dell'Haryana, in India, di 1 536 417 abitanti. È situato nella divisione di Hisar e il suo capoluogo è Hisar.